# Indarctos
Indarctos — викопний рід ведмедевих, представники якого мешкали на території Північної Америки, Європи та Азії протягом міоцену, приблизно 11,1 — 5,3 млн років тому. Найстарішого представника цього виду було знайдено в Аризоні (~ 11,1—7,7 млн років), а наймолодшого — в Казахстані. У Північній Америці представники цього роду жили поруч з представниками іншого вимерлого роду Plionarctos.

## Класифікація
Морфологічно представники цього роду були досить примітивні, тому за різними класифікаціями Indarctos розглядається або як предок справжніх ведмедевих, або як представник базальної до ведмедевих клади. Вчені висували різні гіпотези щодо класифікації цього роду:
- Agriotheriini — Chorn & Hoffman (1978)[3];
- Ursavinae — Hunt (1998)[4];
- Ursidae — Pilgrim (1913), Carroll (1988), Salesa et al. (2006)[5].

## Види
Виділяють низку представників роду Indarctos, однак більшість з них відомі лише за фрагментарними рештками, що не дають науковцям достатньої інформації про їх анатомію і спосіб життя. При описанні видів часто не береться до уваги наявність статевого диморфізму, палеогеографічної й індивідуальної мінливості, тому багато видів є сумнівними з таксономічної точки зору.
Деякі види роду Indarctos:
- I. arctoides. Цей вид був рослиноїдним. Він, імовірно, був предком I. punjabensis.
- I. punjabensis Цей вид є наймолодшим і останнім видом роду Indarctos. Він був поширений 6,3–6,5 млн років тому по всій Євразії. Він відомий за рештками. знайденими в Казахстані, Пакистані та Китаї. Він походить від більш раннього I. arctoides, однак був всеїдним і більшим за розмірами. Він вимер в кінці міоцену[6].